# サタニズム

サタニズムのペンタグラム

サタニズム（Satanism）、あるいは、ディアボリズム（diabolism）とは、宗教的主義の一つである。イデオロギー的、哲学的信条や社会的現象との関係を含み、悪魔主義、サタン主義、悪魔崇拝、悪魔信仰とも呼ばれる。

## サタン教会の主張
一般的にサタニズムといえば、サタン（悪魔）を崇拝し、悪の力をもって善なる力に打ち勝つことにより世界滅亡を目的とするとされている。しかし、最大のサタニズム組織である「サタン教会 (Church of Satan)」は、この考え方を否定している。サタン教会は「サタン」が実際に存在するともしておらず、単にある概念を物質的に代表する名称として「サタン」の名を捉えている。
サタニズム信仰者の一人でサタン教会の創設者であるアントン・ラヴェイによれば、たとえそれがサタンという名の神であっても、あらゆる神を信仰しないとされている。
サタニズムにも様々な形が存在するが、多くのサタニズムでは、サタンとはイデア・人間性のある一面、もしくはあらゆる存在の源や宇宙を超越した何らかの力の人間界におけるインターフェースを意味する。また、「サタン」は一般的には悪や理不尽な力を連想させる言葉ではあるが、サタニズムの支持者にとっては「ある少数派的な精神性と思想」を示す言葉でもある。
このことから有神論のサタニズム信仰者も存在することから、サタニズムが自己矛盾した存在であるとされることもあるが、一般的なサタニズム信仰者には欧米で一般的な、神に仕え天命に従うような考え方は存在せず、自身の物質的・身体的な発展と解決が殊更に重視される。
このような主張から、サタニズム信仰者はキリスト教やユダヤ教といった伝統的宗教の信仰を疎んじ、人間中心主義的な世界観を構築し、そして利己主義であることを好むと捉えられている。